# Norman Spinrad
Œuvres principales
- Jack Barron et l'Éternité
- Rêve de fer

Norman Spinrad, né le 15 septembre 1940 à New York, est un auteur de science-fiction américain. Appartenant à la Nouvelle vague littéraire qui a révolutionné la science-fiction dans les années 1960-1970. Il a été rendu célèbre par des livres perçus à l'époque comme de véritables bombes, principalement Jack Barron et l'Éternité et Rêve de fer. Après avoir vécu à Los Angeles puis à San Francisco, il vit depuis 1988 à Paris.

## Biographie
Norman Spinrad est né en 1940 dans le Bronx de New York où il passe son enfance. En 1957, il entre au City College of New York où il obtient en 1961 un Bachelor of Science. 
Pendant sa dernière année d'études, il suit des cours d'écriture de nouvelles et soumet ses premières histoires à différents magazines. Son premier texte, The Last of the Romany est publié en 1963 par le magazine Analog. 
Il travaille ensuite comme éditeur, tout en continuant à publier régulièrement des nouvelles. Son premier roman, The Solarians, est publié en 1966, année pendant laquelle il déménage à San Francisco, puis à Los Angeles et enfin à Londres.
De décembre 1967 à octobre 1968, il pré-publie en 6 épisodes son roman Jack Barron et l'Éternité dans la revue britannique New Worlds de Michael Moorcock. Il y parle de l'immortalité, du pouvoir de manipulation des mass media, des relations raciales aux États-Unis, et même du fait que les États-Unis puissent avoir un président de couleur. 
Mais il y parle aussi de sexe, et crée ainsi un véritable scandale. Dans la presse, le texte est parfois décrit comme « pornographique » ; au Royaume-Uni les distributeurs refusent de mettre en vente New Worlds, qui est d'ailleurs interdite dans certains pays du Commonwealth, et le sujet fait même l'objet d'une question à la Chambre des communes. Jack Barron et l'Éternité sera finalement nommé en 1969 pour le prix Nebula comme pour le prix Hugo,.
En 1972, Spinrad publie Rêve de fer. Il y imagine le livre qu'aurait pu écrire Hitler s'il avait échoué à prendre le pouvoir et s'était reconverti en écrivain d'heroic fantasy. C'est encore un livre choc, qui est nommé pour le Prix Nebula et remporte finalement le Prix Apollo en 1974.
Ces deux romans majeurs sont représentatifs de l'esprit polémique de Spinrad. Si le style est volontiers provocateur, le but est avant tout de disséquer et de dénoncer, que ce soit les mass media et le racisme dans Jack Barron et l'Éternité ou les sectes dans Miroirs de l'esprit,,.
De 1980 à 1982, il est président de la Science Fiction and Fantasy Writers of America (il sera à nouveau nommé président de cette association en 2001-2002).
En 1982, NormanSpinrad vend les droits de son roman Jack Barron et l'Éternité (Bug Jack Barron) à Universal Pictures pour 75 000 dollars. Le film devait être écrit par Harlan Ellison et dirigé par Costa-Gavras mais le film n'a finalement jamais été réalisé.
Norman Spinrad est trop contestataire pour l'Amérique des années Reagan, et en 1988, il déménage pour Paris, où son œuvre est mieux acceptée qu'aux États-Unis. C'est là qu'il écrit son roman Le Printemps russe (Russian Spring), avec sa compagne, Nancy Lee Wood (également écrivain) qu'il épouse en 1990.
Norman Spinrad est un auteur de romans atypiques basés sur des thèmes sulfureux[pas clair]. Il publie dans sa carrière une trentaine de romans, deux anthologies et quatre recueils de nouvelles. En 2006, la revue Galaxies fête son dixième anniversaire en 2006 avec un numéro spécial (n° 39) augmenté d'un dossier qui lui est consacré. Pour l'anecdote, il a également écrit le scénario d'un épisode de la seconde saison de la série Star Trek, la série originale intitulé La Machine infernale (The Doomsday Machine). Dans son roman Oussama (2010), il raconte l'histoire d'un jeune musulman qui veut mener le djihad en France. 
En 2012, il publie  Le Temps du rêve chez Fayard.

## Œuvres

### Romans
- Les Solariens (The Solarians, 1966,  (ISBN 2207249352) - Marabout Science-Fiction no 329, 1969) : les êtres humains sont en train de perdre une guerre interstellaire contre des créatures extraterrestres, les Doglaaris. Les habitants du système solaire, les Solariens, qui ont vécu à l'écart des autres hommes depuis des siècles sont désormais le seul espoir de l'humanité.
- Ces hommes dans la jungle ou Le Chaos final (The Men in the Jungle, 1967,  (ISBN 2207249379), traduit en français en 1974, éd. Champ libre, coll. "Chute libre") : Space opera ; un baroudeur cynique et magouilleur s'enfuit en bonne compagnie sur une planète périphérique sans autre intérêt pour lui que son isolement ; vite remis de ses frayeurs, son ambition lui fait rêver d'Empire. Mais n'est pas si doux qui l'on croyait croquer ! Un roman sanglant, sanglant, sanglant... à faire dresser les cheveux sur la tête.
- Les Pionniers du Chaos (Agent of Chaos, 1967) - éd. Champ libre, coll. "Chute libre", 1975, puis Titres/SF no 11, 1979. Ce livre a connu un regain de popularité à l'été 2019 car l'un de ses héros s'appelle Boris Johnson, comme le nouveau premier ministre du Royaume Uni, et est un arriviste qui veut prendre le pouvoir, ce qui n'a pas échappé aux adversaires du second, qui ont fait des gorges chaudes de la similitude des situations. L'un de ses adversaires, dans le roman, Robert Ching, le décrit de la manière suivante : “cet homme est un abruti, il trébuche dans l’obscurité, ignorant même la démocratie qu’il prétend défendre." et il dit de son parti : "L’histoire de la Ligue est un catalogue d’échecs lamentables, pourtant, elle continue de se battre. Le courage aveugle est, après tout, un facteur aléatoire. De même que l’héroïsme. De même que la stupidité. Et paradoxalement, Johnson est à la source des trois.”. Le roman ayant été publié alors que l'actuel premier ministre britannique était un enfant, il s'agit d'une coïncidence, mais Norman Spinrad n'aurait pas renié ce parallèle de son personnage avec le premier ministre car il est par ailleurs un fervent adversaire de Donald Trump qui, lui, soutient le Boris Johnson premier ministre.
- Jack Barron et l'Éternité (Bug Jack Barron, 1969,  (ISBN 2290321133), nommé 1970 aux prix Hugo et Nebula) : si un jour était découvert le moyen de rendre l'homme immortel, mais à un prix effroyable, quelle force pourrait s'opposer au chantage de ceux qui en détiendraient le secret ? Spinrad pense que seuls les mass media pourraient constituer un recours, à condition qu'un homme seul puisse y accéder en direct et ait la volonté de le faire. Politique et médias s'entrechoquent dans ce roman, chef-d'œuvre qui assura la célébrité de son auteur. En filigrane, l'ouvrage constitue aussi un réquisitoire sur l'exploitation du tiers monde. Lors de sa prépublication dans le magazine britannique New Worlds à la fin des années soixante, ce roman souleva un véritable scandale au Royaume-Uni, au point qu'il fut évoqué par les députés à la Chambre des communes.
- Continent perdu (Lost Continent, 1970), Le Passager clandestin coll. « Dyschroniques », 2013  (ISBN 978-2-916-95298-7).
- Rêve de fer (The Iron Dream, 1972,  (ISBN 2070320529), nommé 1973 au Prix Nebula, Prix Apollo en 1974) : un certain Adolf Hitler, n'arrivant pas à fonder un mouvement politique, émigre aux États-Unis, écrit des romans d'heroic fantasy, dont un, le Seigneur du Swastika, dans lequel on peut retrouver toute son idéologie. Principe même de l'uchronie, ce roman présente l'originalité de posséder deux jaquettes, la deuxième du roman d'Hitler étant précédée d'une préface et suivie d'une postface pseudo-historique rendant encore plus crédible le propos de Norman Spinrad d'un monde n'ayant pas vécu la deuxième guerre mondiale sous la forme que nous connaissons.
- Les Avaleurs de vide (Riding the Torch, 1974) Presses de la Cité, coll. « Futurama » 2e série no 27, 1979,  (ISBN 225800599X)
- (en) Passing Through the Flame (1975)
- La Grande Guerre des bleus et des roses (A world between, 1979,  (ISBN 2221076354) - Presses Pocket Science-fiction no 5212, 1985) : l'arrivée de vaisseaux spatiaux déclenche une guerre des sexes sur Pacifica, une planète démocratique.
- Chants des étoiles (Songs from the Stars, 1980,  (ISBN 2266020986)) : Aquaria est une contrée post-apocalyptique régie par les principes de la science "blanche" des énergies renouvelables (les lois du soleil, du vent, du muscle et de l'eau). On y rejette la science "noire" des ancêtres qui reposait sur l'atome et les énergies fossiles et a mené l'ancienne civilisation terrienne à sa perte. La découverte de composants illégaux issus de la science noire remet soudain en cause le fragile équilibre qui fonde la prospérité d'Aquaria. Faut-il y voir un complot des Spatiaux, les membres d'une mystérieuse organisation de sorciers adeptes de la science noire?
- Les Miroirs de l'esprit (The Mind Game, 1980) : où l'on découvre les méandres et méthodes utilisés par la plus connue des sectes américaines pour recruter, isoler et accaparer ses membres.
- La Dernière Croisière du Dragon-Zéphyr (The Void Captain's Tale, 1983, nommé au prix Nebula du meilleur roman 1983) : l'épopée du Dragon-Zéphir, un vaisseau spatial fonctionnant à l'énergie psycho-sexuelle.
- (en) The Process (1983)
- La Der des der (World's Last War, 1985)
- L'Enfant de la fortune (Child of Fortune, 1985)
- (en) After the Flames (1985) avec Robert Silverberg et Michael P. Kube-McDowell
- Rock Machine (Little Heroes, 1987) - Le Livre de poche no 7166, 1994
- Les Années fléaux (1990) : trois nouvelles brossant le portrait, sous des formes différentes, d'une Amérique décadente au bord de l'effondrement.
- Le Printemps russe (Russian Spring, 1991,  (ISBN 2070415899) et  (ISBN 2070415902)) : l'exploration en 2 tomes de la vie d'une famille liée à la conquête spatiale depuis les années 1960. L'histoire anticipatrice d'une Amérique sclérosée face une Russie vainqueur de la guerre froide, dynamique, moderne et intégrée à l'Europe. Ce livre présente cinq générations d'aventuriers de l'espace où la force de la famille et de l'espérance s'entrechoque avec les contingences et tactiques politiques des Grands Blocs du début du XXIe siècle. Le Printemps russe a été couronné par le prix Cosmos 2000 en 1993.
- (en) The Children of Hamelin (1991)
- Deus ex (Deus X, 1993): dans un futur où la personnalité d'une personne peut être entièrement numérisée, l'Église catholique doit déterminer si oui ou non, un programme informatique peut avoir une âme.
- En direct (Pictures at 11, 1994)
- Vamps (Vampire Junkies, 1994)
- (en) Journals of the Plague Years (1995)
- Ligne ouverte (Voice Over, 1996)
- Bleue comme une orange (Greenhouse Summer, 1999,  (ISBN 2290325775)) : l'effet de serre va-t-il s'emballer et la Terre devenir semblable à Vénus ? Dans un monde post-capitaliste accablé de chaleur, Spinrad dépeint un Paris tropical vivant, drôle et original sur fond d'espionnage industriel. Une véritable réflexion philosophique sur les changements climatiques.
- The Druid King (2003) : la lutte de Vercingétorix contre Jules César. Norman Spinrad a aussi participé à l'élaboration du scénario d'un film portant sur le même thème: Vercingétorix : La Légende du druide roi.
- Il est parmi nous (He Walked Among Us, 2003,  (ISBN 0759253277)) Fayard  (ISBN 9782213636900), 18 mars 2009.
- (en) Mexica (2005)
- Oussama Fayard  (ISBN 9782213636917), 26 mai 2010.
- Le Temps du rêve (Welcome to Your Dreamtime, 2012) Fayard  (ISBN 978-2213651729), 2012.
- Police du peuple (The People’s Police, 2017) Fayard  (ISBN 978-2-213-66262-6), 2014.

### Anthologies et recueils de nouvelles
- Le Livre d'or de la science-fiction : Norman Spinrad (Presses Pocket, 1978) : anthologie de 12 nouvelles
- Au cœur de l'orage (Presses Pocket, 1979) : anthologie de 16 nouvelles
- Vamps (Denoël, coll. Présence du fantastique no 37, 1994) : anthologie de 3 histoires courtes
  - Le Mal des vampires (Vampire Junkies, 1993)
  - Les Mordus de la mimétique (What Eats You, 1991)
  - Le Vampire d'Hollywood (The Fat Vampire, 1994)

### Nouvelles traduites en français
- L'Herbe du temps (1970)
- La Beauté de la chose (1973)
- Heures de grande écoute (1980)

### Article de presse
- Quand « La Guerre des étoiles » devient réalité[10] juillet 1999, Le Monde diplomatique